# Acyrthosiphon dauricum
Acyrthosiphon dauricum är en insektsart. Acyrthosiphon dauricum ingår i släktet Acyrthosiphon och familjen långrörsbladlöss. Inga underarter finns listade i Catalogue of Life.